# 第60师团 (日本陆军)
第60师团（だいろくじゅうしだん）是大日本帝國陸軍师团之一。

## 沿革
同第58师团、第59师团一样，太平洋战争開战後由驻扎在中國的独立混成旅团改編而成，以维持占领地的治安和警备为目的而編成的治安师团之一。1942年2月2日，以进行长江南部警備的独立混成第11旅团为基础整编而成。
編成後，接替其前身独立混成第11旅团的任務继续负责从上海至苏州地区的警备和治安维持任务。
1945年（昭和20年），为防备盟軍在上海登陆，在进行准备和进行治安警备的任务中迎来终战。

## 师团概要

### 歴代师团長
- 小林信男 中将：1942年4月1日 -
- 落合松二郎 中将：1945年6月1日 -

### 最終司令部構成
- 参謀長：伊藤耕次郎中佐
  - 参謀：泉祐順少佐
- 高級副官：前田正成中佐

### 最終所属部隊
- 步兵第55旅团（佐倉）：南部外茂起少将
  - 独立步兵第46大隊：大森勝一少佐
  - 独立步兵第47大隊：後藤学少佐
  - 独立步兵第48大隊：藤泽直助少佐
  - 独立步兵第49大隊：小泽千尋少佐
- 步兵第56旅团（佐倉）：山口三郎少将
  - 独立步兵第50大隊：青島武人大尉
  - 独立步兵第112大隊：西垣正温少佐
  - 独立步兵第113大隊：原武治少佐
  - 独立步兵第114大隊：長藤丈夫少佐
- 第60师团砲兵隊：户谷悦雄大尉
- 第60师团通信隊：森繁太少佐
- 第60师团工兵隊：原岡逸郎大尉
- 第60师团輜重隊：平田忠夫少佐
- 第60师团野战医院：石原正己少佐
- 第60师团病馬廠：陽田甚一大尉